# Dún Laoghaire–Rathdown
Dún Laoghaire–Rathdown (gaèlic irlandès: Dún Laoghaire–Ráth an Dúin) és un comtat administratiu de la República d'Irlanda que formava part del tradicional comtat de Dublín, a la província de Leinster, i que forma part de l'àrea del Gran Dublín. La capital és Dún Laoghaire. Limita a l'est amb el mar, al nord amb Dublín, a l'oest amb Dublín Sud i al sud amb el comtat de Wicklow. El lema del seu escut és Ó Chuan go Sliab, que significa "Del Port a la Muntanya". La corona a l'escut és del rey Laoghaire, Gran rei d'Irlanda en el segle V i que va viure en l'àrea.

## Ciutats i viles
- Ballinteer
- Ballybrack
- Blackrock
- Booterstown
- Belfield
- Bray
- Cabinteely
- Carrickmines
- Cherrywood
- Churchtown
- Clonskeagh
- Dalkey
- Deansgrange
- Dundrum
- Dún Laoghaire
- Foxrock
- Goatstown
- Glasthule
- Glenageary
- Glencullen
- Johnstown
- Killiney
- Kilmacud
- Kilternan
- Leopardstown
- Loughlinstown
- Monkstown
- Rathfarnham
- Sandyford
- Sandycove
- Sallynoggin
- Shankill
- Stepaside
- Stillorgan
- Ticknock

## Política
Després de les eleccions locals de 2009 el consell del comtat restà format per:
| Partit                        | Escons |
| ----------------------------- | ------ |
| Fine Gael                     | 11     |
| Labour Party                  | 8      |
| Fianna Fáil                   | 4      |
| People Before Profit Alliance | 2      |
| Independents                  | 3      |